# Боровенськ
Боровенськ (рос. Боровенск) — село в Мосальському районі Калузької області Російської Федерації.
Населення становить 147 осіб. Входить до складу муніципального утворення Село Боровенськ.

## Історія
Від 2004 року входить до складу муніципального утворення Село Боровенськ.

## Населення
| 2002 | 2010 |
| ---- | ---- |
| 159  | ↘147 |